# Jehovas vittnen
Jehovas vittnen (uttalas [jehová:s]), fullständigt namn Jehovas vittnen-Bibelsällskapet Vakttornet, är ett millenaristiskt och restorationistiskt samfund med antitrinitaristiska läror som distinkt skiljer sig från generellt kristna trossatser. Samfundet är (2025) ett registrerat trossamfund i Sverige men blev i svensk lagstiftning omnämnt som en sekt 1995.  Rörelsen har sitt ursprung i USA under 1870-talet. Dess huvudorganisation är Sällskapet Vakttornet, med säte i Warwick i New York. Sällskapet Vakttornet framställer Jehovas vittnens teologiska publikationer och hanterar organisatoriska frågor. Samfundet har cirka 9 miljoner medlemmar i världen enligt egen statistik. Man räknar endast så kallade aktiva förkunnare, personer som missionerar, inte inaktiva medlemmar och sympatisörer och i Sverige finns cirka 22 000 anhängare.

## Teologisk uppfattning
Jehovas vittnens tro skiljer sig från många av kristenhetens etablerade teologiska uppfattningar och tolkningar av Bibeln, såsom treenighetsläran och det moderna själsbegreppet (att själen är odödlig). Rörelsens tolkningstradition är på många sätt annorlunda än andra kyrkliga riktningar (vilka baserar sig på olika trosbekännelser från olika kyrkofäder beroende på inriktning, till exempel den apostoliska eller Niceno – konstantinopolitanska) och de anser sig vara bibeltrogna. Jehovas vittnen kan använda andra bibelöversättningar men använder i praktiken enbart sin egen bibelöversättning, Nya världens översättning av Bibeln. Medlemmarna anser sig inte vara en del av "världen", det vill säga den rådande världsordningen, som de anser är omoralisk och styrd av Satan. Slutet på den nuvarande världsordningen är enligt Jehovas vittnen nära och samfundet är välkänt för missionerande genom bland annat dörrknackning och tidningsutdelning. De är också vapenvägrare (grundat på bland annat Jesaja 2:4), tar inte emot blodtransfusioner (grundat på Apostlagärningarna 15:29) och firar inte gängse kristna högtider som jul och påsk, men firar varje år minneshögtiden för att hedra minnet av Jesus död.
Samfundet betonar även vikten av att använda Guds namn (som på hebreiska har de 4 konsonanterna JHVH), vilket Jehovas vittnen på svenska vokaliserar som Jehova. Den konsonantkombination, tetragrammaton, som Jehovas vittnen vokaliserar på detta sätt, förekommer i Bibelns grundtext till Gamla Testamentet cirka 7 000 gånger, men det är omtvistat huruvida det förekommer i grundtexten till Nya Testamentet.

### Doktrinerna och den styrande kretsen
Jehovas vittnen anser att deras samfund är en återgång till kristendomens läror runt första seklet. Jehovas vittnens läror publiceras av dess styrande krets (samfundets ledning) som bestämmer hur dessa ska tillämpas. Den styrande kretsen utfärdar inte en enda övergripande "trosförklaring", utan publicerar artiklar baserade på bibliska stycken löpande i olika publikationer som ges ut av Sällskapet vakttornet. Dessa publikationer lär ut att förändringar och förfiningar av läror är resultatet av en process av stegvisa uppenbarelser i vilka Gud gradvis avslöjar sin vilja och sitt syfte, och att sådana upplysningar eller "nytt ljus" är resultatet av studier och logiskt tänkande, vägledning från den helige anden och riktning från Jesus och änglar. Samfundet lär också ut att medlemmar i den styrande kretsen hjälps av den helige anden för att urskilja "djupa sanningar" som sedan behandlas av hela styrelsen innan den gör doktrinära beslut. Även om den styrande kretsen erkänner att det inte rör sig om ofelbarhet, sägs att styrelsens ledning ger "gudomlig vägledning" genom sina läror, eftersom lärorna anses vara baserade på Guds ord.
Jehovas vittnen ser på den protestantiska kanonen som verbalinspiration av Gud och därmed ofelbar. De betraktar Bibeln som vetenskapligt och historiskt korrekt och tillförlitlig, och tolkar mycket av den bokstavligt, men tolkar även delar av innehållet som symboliskt. De anser att Bibeln är den definitiva auktoriteten för deras tro. I Sociologen Andrew Holdens etnografiska studie av samfundet drogs slutsatsen att uttalanden från den styrande kretsen, genom sina publicerade skrifter i Sällskapet Vakttornets publikationer, uppbar hos medlemmarna nästan lika stort förtroende som Bibeln. För medlemmar påbjuds regelbundna självstudier av Bibeln, dock avskräcks medlemmarna från att formulera egna tolkningar och tankar som nåtts genom sekulära bibelstudier eller bibelstudier fristående från Sällskapet Vakttornets publikationer. Medlemmar förväntas enbart använda JW.org som informationskälla vid frågor rörande trosläror. Vittnen är tillsagda att tillmäta samfundets ledning "fullständigt förtroende", undvika att ifrågasätta det som lärs ut i Sällskapet Vakttornets litteratur, och att "inte företräda eller insistera på personliga åsikter eller hysa privata idéer när det kommer till förståelsen av Bibeln". Samfundet ger inte utrymme för sina medlemmar att kritisera eller öppet diskutera doktriner och alla vittnen måste lyda samfundets doktriner och organisatoriska krav.

### Jehova och Jesus
Jehovas vittnen lägger tonvikten på användningen av namnet Jehova för Gud baserat på tetragrammet יהוה (JHVH) från hebreiska. De tror att Jehova är den enda och sanna Guden, skaparen av allt och alltets enväldige härskare, därför ska all tillbedjan riktas mot honom och de betraktar inte honom som del i en treenighet. Därför lägger Jehovas vittnen starkare betoning på Gud än på Jesus. De tror att den helige anden är Guds (handlings-) kraft snarare än en person.
Jehovas vittnen tror att Jesus är Guds enda direkta skapelse. Han var Guds medarbetare när allt annat skapades. Jesus tjänade som frälsare och lösenoffer för mänsklighetens synder. De tror att Jesus dog fastspikad på en upprätt påle i stället för genom Korsfästelse, och att hänvisningarna i Bibeln till Abaddon, ärkeängeln Mikael och Ordet avser Jesus. Jesus anses vara den enda förbundsmannen och översteprästen mellan Gud och mänskligheten, och utsedd av Gud till kung och domare över hans rike. Jesus roll som medlare (1 Timoteus 2:5) appliceras på "smorda" klassen, även om "andra får" också sägs gynnas av arrangemanget.

### Satan
Jehovas vittnen tror att Satan ursprungligen var en perfekt ängel som utvecklade självgodhet och en överdriven uppskattning av sin egen betydelse och därtill krävde tillbedjan. Satan påverkade Adam och Eva att inte lyda Gud vilket medförde att mänskligheten blev en bricka i spelet i Guds och Satans dragkamp om makten över världsalltet. De änglar som förband sig med Satan blev demoner.
Enligt Jehovas vittnen förvisades Satan och hans demoner från himmelriket ner till jorden 1 oktober 1914, varefter slutstriden mellan Satan och Gud tagit sin början vilket kommer leda fram till Harmageddon (se exempelvis Domedagen). De tror att Satan är härskaren över dagens världsordning, att de mänskliga samhällena är influerade och förledda av Satan och hans demoner och att allt mänskligt lidande beror på det. De tror också att mänsklighetens regeringar kontrolleras av Satan, men att han inte utövar kontroll över varje enskild mänsklig härskare.

### Livet efter döden
Jehovas vittnen tror att döden är ett tillstånd av icke-existens utan medvetande. Det finns inget helvete av eldig och evig plåga; Hades och Sheol förstås som en hänvisning till det tillstånd döden utgör och betecknas som den "gemensamma graven". Jehovas vittnen anser att själen är ett liv eller ett levande väsen som kan dö, men att mänskligheten befinner sig i ett tillstånd präglad av synd från vilket frigörelse endast är möjlig genom Jesus blodsoffer som lösen, eller försoning, för mänsklighetens synder.
Centralt för Jehovas vittnen är tron att en "liten flock" får komma in i himmelen, men att ett hopp för ett liv efter döden finns för majoriteten av resterande i "fårskocken" genom uppståndelse för Guds hand till en renad jord efter Harmageddon. Deras tolkning av Uppenbarelseboken (14:1-5) är att antalet kristna som får komma in i himmelen är begränsat till exakt 144 000 stycken och att dessa kommer att härska över jorden med Jesus som kung och överstepräst. De tror att dopet som Jehovas vittne är avgörande för frälsning och att de är de enda som uppfyller den heliga skriftens krav för att kunna överleva Harmageddon, men med Gud som den slutgiltige domaren. Under Jesus tusenåriga regeringstid kommer de flesta som dog före Harmageddon att uppstå med möjligheten av ett evigt liv; de kommer som förberedelse inför slutprovet vid regeringstidens slut att bli lärda det rätta sättet att tillbedja Gud.

### Harmageddon
I samfundets apokalyptiska tro är det centralt att den nuvarande världsordningen – det vill säga de stora politiska och religiösa systemen, inte jorden – kommer att förintas och de människor som valt att inte följa Jehova Guds principer med den. Både goda och onda döda människor får återuppstå i uppståndelsen på jorden för att de ska få möjlighet att lära sig om Jehovas och hans löfte om evigt liv, varefter de får möjlighet att leva ett evigt liv i ett jordiskt paradis om de beslutar själva att göra Jehovas vilja. Jehovas vittnen förkastar tron på helvetet.
Jehovas vittnen menar att Bibelns sista bok, Uppenbarelseboken, visar att domens dag börjar efter kriget vid Harmageddon, när Satans världsordning har utplånats. (Uppenbarelseboken 16:14, 16; 19:19–20:3). Domens dag varar i tusen år och domaren kommer att vara Jesus, inte Jehova Gud. Efter Harmageddon kommer Satan och hans demoner att hållas fängslade i en avgrund. Man syftar inte på någon bokstavlig avgrund utan i stället ett tillstånd av overksamhet hos Satan och demonerna; de kommer att vara lika maktlösa som om de kastats i avgrunden och blivit inlåsta i tusen år, och under dessa tusen år kommer Jesus och 144 000 medarvingar (vissa medlemmar av Jehovas vittnen) att vara domare och härska ”som kungar och präster tillsammans med Kristus”. (Uppenbarelseboken 14:1–3; 20:1–4; Romarna 8:17). Både levande och döda ska dömas. (2 Timoteus 4:1) och ”De levande” är den ”stora skaran” som överlever Harmageddon. (Uppenbarelseboken 7:9–17). Domens dag medför således att mänskligheten förs tillbaka till det fullkomliga tillstånd som de första människorna (Adam och Eva) ursprungligen befann sig i och att jorden blir en perfekt, ren "trädgård" för de odödliga människorna. De människor som vägrar rätta sig efter Guds vilja kommer dock att förintas för evigt. De hamnar inte i något helvete utan försvinner som individer och deras kroppar sönderdelas i atomer vilka återgår till det biologiska kretsloppet.
Enligt Jehovas vittnen blev Jesus insatt som Guds kung i himlen år 1914. (Psalm 2:1–6; Daniel 7:13, 14). Hans ”närvaro” som himmelsk kung skulle kännetecknas av dramatiska händelser i världen – krig, hungersnöd, jordbävningar, farsoter. (Matteus 24:3–8; Lukas 21:11) Jehovas vittnen pekar på att vi upplevt två världskrig, framställt fasansfulla vapen och gjort farliga vetenskapliga landvinningar. Man tolkar diverse utvecklingar, däribland klimatförändringar, som att världen är på väg mot en stor katastrof. Men innan det sker tror man att Jesus kommer att fängsla Satan och utplåna hans världsordning. Det är, enligt rörelsen, processer som sker i detta nu. Domens dag kan inledas inom några dagar eller några år enligt Jehovas vittnen.

## Jehovas Vittnens praktik

### Möten och sammankomster

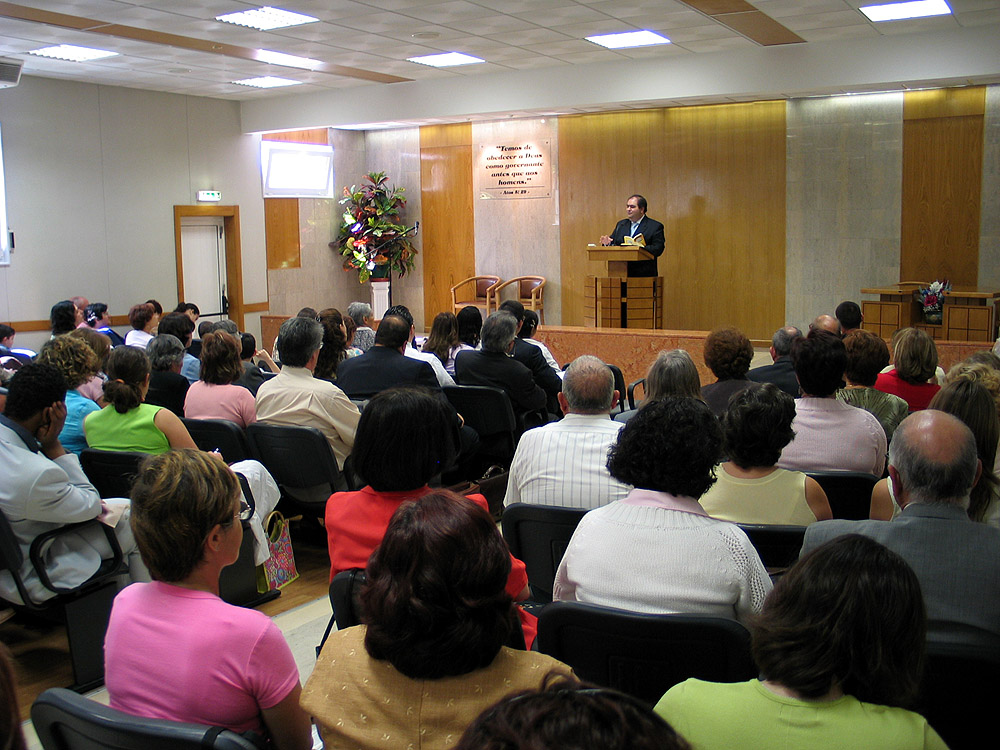
Möte i Rikets sal i Portugal.

Jehovas vittnens församlingar möts i Rikets sal. Mötena är öppna för allmänheten. På lördag eller söndag hålls ett möte bestående av en halvtimmeslång biblisk föreläsning, samt en genomgång av studieupplagan av Vakttornet. En kväll i veckan hålls ett möte bestående av bibelstudium baserat på organisationens litteratur, "Livet och tjänsten som kristen" som avser träna medlemmarna i att predika och tala, samt tjänstemöte.
En gång om året firas Åminnelsen av Jesus död, med Herrens kvällsmåltid, då nattvardens bröd och vin skickas runt. Dock tar endast de som tror sig tillhöra de 144 000 utvalda del av nattvarden.
Varje år hålls också regionala sammankomster som varar i tre dagar. Ibland hålls också internationella sammankomster med delegater från olika länder.

### Evangelisering

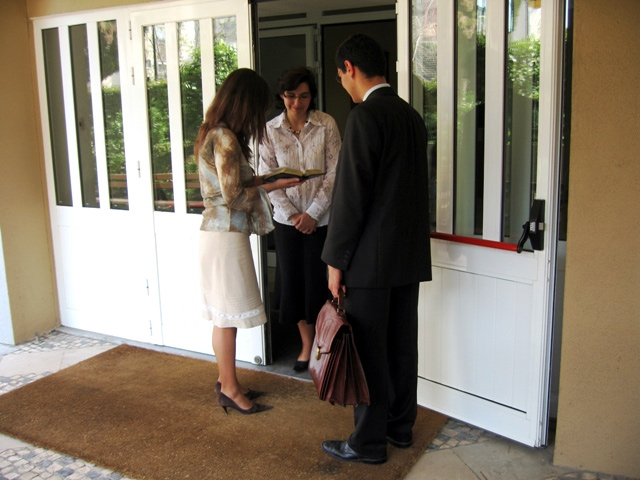
Medlemmar som missionerar genom dörrknackning.

Att missionera genom att knacka dörr ses som en självklarhet för medlemmar i Jehovas vittnen. Medlemmar som inte regelbundet missionerar på detta sätt ses som svaga i tron eller nedstämda men tillåts fortsätta vara medlemmar. Däremot räknas de inte som medlemmar i den officiella statistiken.
Jehovas vittnen anser att de fortsätter med Jesus förkunnelse av de goda nyheterna om Guds rike medan han var här på jorden, enligt befallningen i Matteusevangeliet kapitel 28 verserna 19 och 20. Likaså stöder de sig på det som står i Matteusevangeliet 24:14 ”dessa goda nyheter om kungariket skall predikas, sedan ska slutet komma”. Denna befallning gör att de "vittnar" även om myndigheter i länder som Kina och Indonesien har förbjudit detta.

### Förhållande till samhället
Ett Jehovas vittne måste sköta sina ansvarsuppgifter inom familj, församling, arbete och samhälle, så länge dessa inte strider mot Bibelns principer. Jehovas vittnen uppmanas att betala sina skatter och följa landets lagar, men de kan till exempel inte göra värnplikt. Vägran av militärtjänst och att acceptera Hitler som ledare ledde under Tredje riket till 200 dödsdomar mot Jehovas vittnen och de flesta andra vittnen flydde landet eller spärrades in i koncentrations- eller arbetsläger i vilka uppskattningsvis mellan 2 500 och 5 000 av dem dog.. De tar inte heller del i någon politisk verksamhet, således deltar man aldrig i kommunal- eller riksdagsval.
I Sverige har Jehovas vittnen ett speciellt undantag i förordningen om totalförsvarsplikt: I 10 kap. 8 § lagen (1994:1809) anges att "en totalförsvarspliktig tills vidare inte ska kallas till mönstring eller inkallas till värnplikt eller civilplikt, om han eller hon (...) med hänvisning till sin anslutning till visst religiöst samfund förklarar att han eller hon inte kommer att fullgöra vare sig värnplikt eller civilplikt". Detta förtydligas sedan i 7 kap. 3 § lagen (1995:238) där det fastslås att "Det religiösa samfund som avses i 10 kap. 8 § 2 lagen (1994:1809) om totalförsvarsplikt är sekten Jehovas vittnen."

### Högtider
Jehovas vittnen tar inte del i några religiösa sedvänjor som de anser inte har direkt stöd i Bibeln eller nationella helgfiranden. De tar också avstånd från sådana kristna högtider som de anser har blandats upp med obibliska sedvänjor. Samfundets medlemmar firar därför inte nationaldagar, födelsedagar, jul, pingst, midsommarafton eller nyår. De firar inte heller högtider som inspirerats av, eller direkt tagits från, andra länder och kulturer. Exempelvis firar de inte Alla hjärtans dag som är en katolsk tradition med ursprung i England och Frankrike. De deltar inte heller i ekumeniska sammanhang.
Minneshögtiden (tidigare kallad Åminnelsen) är den enda högtid som Jehovas vittnen firar. De hävdar att det är den enda sanna kristna högtiden och att den är mycket viktig att fira. Minneshögtiden firas för att hedra minnet av Jesu död. Datumet för högtiden infaller enligt den judiska kalendern den 14:e Nisan varje år. Minneshögtiden firas av Jehovas vittnen som en typ av gudstjänst som påminner om nattvarden. Ett fat med osyrat bröd och ett glas med vin skickas runt till de som samlats. Till skillnad från kyrkans nattvard gör Jehovas vittnen detta endast en gång per år och endast de som tillhör den himmelska klassen, de 144 000, tar del av brödet och vinet, de övriga skickar brödet och vinet vidare utan att vare sig äta eller dricka av det. Detta för att visa sitt deltagande och följa Jesu bud. Enligt Jehovas vittnens årsbok för 2016 var 20 085 142 närvarande vid Åminnelsen.

### Disciplinära åtgärder
Inom Jehovas vittnen förekommer disciplinära åtgärder. Formell disciplinering kan utdelas av en församlings äldste. När en döpt medlem anklagas för att ha begått en allvarlig synd – vanligen fall av sexuell natur eller anklagelser om apostasi genom att ha motsagt Jehovas vittnens doktriner – sammankallas en rättslig kommitté för att fastställa skuld, erbjuda hjälp och eventuellt disciplinera medlemmen. 
Exkommunicering, är en form av social utstötning och uteslutning av en medlem, är den starkaste formen av disciplinär åtgärd och används mot medlemmar som anses bortom all bot och bättring. Vittnen får bara ha kontakt med exkommunicerade om de ingår i familjen och bor i samma hushåll, även en församlings äldste får ha kontakt med en exkommunicerad och kan erbjuda personen att återigen ansöka om medlemskap. Formell kontakt för angelägenheter kan fortgå om kontrakt eller ekonomiska ärenden är bindande/pliktar fortsatt kontakt. Vittnen lär sig att undvika social och andlig interaktion med exkommunicerade individer för att hålla församlingen fri från omoraliskt inflytande, men också för att utfrysningen ska bli kännbar den exkommunicerade så att den kommer till insikt om sitt felande, och därmed kan börja ta steg för att komma tillbaka till Jehova/Gud.
Appliceringen av social utstötning/utfrysning tjänar också syftet att avskräcka andra medlemmar från oliktänkande. Vittnen som formellt lämnar samfundet beskrivs i Sällskapet Vakttornets litteratur som ogudaktiga och blir också socialt utfrysta. Uteslutna medlemmar kan så småningom bli församlingsmedlemmar igen om äldste i församlingen som uteslöt medlemmen anser att bot och bättring skett.
En mildare form av disciplinär åtgärd är förebråelse – ett uttryck för anklagelse och missnöje – som formellt utdelas av en rättslig kommitté mot ett döpt vittne som anses omvänd från allvarlig synd; den tillrättavisade personen förlorar temporärt framträdande privilegier, men lider ingen skada i form av social och andlig utfrysning. Märkning är en disciplinär åtgärd som innebär att den sociala gemenskapen beskärs medan den andliga tillåts bestå och praktiseras mot döpta medlemmar som fortsätter att handla på ett sätt som betraktas som ett brott mot bibelns principer utan att vara en allvarlig synd.

### Separatism
Jehovas vittnen tror att Bibeln fördömer att religioner blandas på grund av att det bara kan finnas en sann Gud och avvisar därför religionsdialog och ekumeniska rörelser. De tror att endast Jehovas vittnen representerar sann kristendom och att andra religioner misslyckas med att uppfylla alla de krav som Gud ställt varför dessa snart kommer förgöras. Samfundets medlemmar lär sig att det är viktigt att förbli "avskild från världen". Deras litteratur definierar "världen" som den samlade mänskligheten förutom Jehovas godkända tjänare och att "världen" är moralistiskt oren/förorenad och styrd av satan. Vidare lär sig vittnen att umgänget med "världsliga" människor är en "fara" för deras tro. De blir därför uppmanade att minimera social kontakt med personer utanför samfundet för att bättre bibehålla sin moraliska renhet.

### Förbud mot blodtransfusioner
Jehovas vittnens tro förbjuder dem från deltaga i krig, göra abort eller använda skadliga ämnen såsom tobak eller narkotika,[källa behövs] och grundar detta på sin bibelsyn om att livet är heligt. 
Blodet är för dem en symbol för livet och därför heligt. Blod som lämnat en kropp får inte tillföras någon kropp igen, vare sig genom mun eller direkt in i blodkärl. Det är orsaken till att Jehovas vittnen vägrar att ta emot blodtransfusioner. För att försäkra sig om att deras vilja skall följas vid medvetslöshet, bär många Jehovas vittnen ett så kallat Sjukvårdskort, som fritar läkare från ansvar när de respekterar patientens ståndpunkt, även om det medför att patienten avlider.
De hävdar i stället att det i många fall finns medicinska fördelar med blodfri kirurgi.. Organisationen har en särskild kommitté, Sjukhuskommittén, där det finns Jehovas vittnen vars uppgift är att utbilda läkare och sjukhuspersonal om alternativa behandlingsformer som exempelvis blodfri kirurgi.
Sällskapet Vakttornet som skriver om Jehovas vittnens perspektiv har kritiserats för att överdriva riskerna med blodtransfusion och att ta till känsloargument i beskrivningen av farorna med blodstransfusioner och fördelarna med alternativmedicinska behandlingar. Samtidigt utelämnas information om fördelen med blodtransfusion vid kirurgiska ingrepp. Inte heller tar Vakttornet upp att det i vissa situationer, såsom vid snabb och massiv blödning, inte finns några alternativ till blodtransfusioner. Neurologen Osam Muramoto har framfört att Vakttornets olika publikationer ofta diskuterar risken för dödsfall på grund av blodtransfusioner samtidigt som ingen hänsyn tas till konsekvenserna för att vägra transfusion såsom livslångt lidande och handikapp som skapar en onödig belastning på familjen och samhället. Advokaten och det tidigare vittnet Kerry Louderback-Wood anför att Vakttornets publikationer överdriver de medicinska riskerna vid blodtransfusioner och effektiviteten hos medicinska behandlingar som inte innehåller blodtransfusioner i kritiska situationer.
Muramoto har påtalat att Sällskapet Vakttornet bygger sina medicinska bedömningar på flera århundraden gamla och förkastade medicinska trossatser när de söker stöd för sina påståenden om att blodtransfusioner är det samma som att äta blod. En broschyr från 1990-talet om blod citerade en läkare från 1600-talet.

## Organisation och utbredning

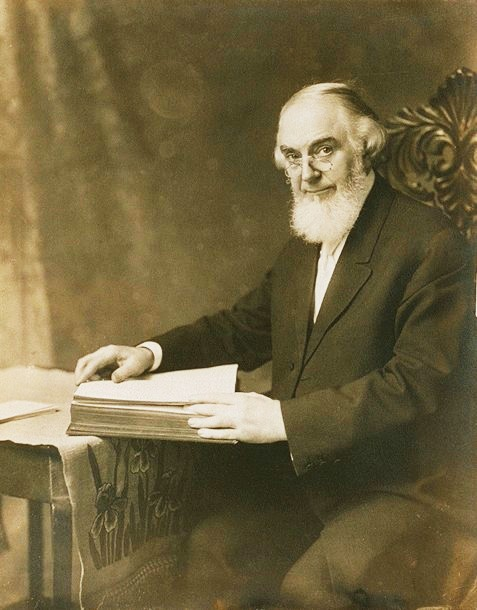
Charles Taze Russell, grundaren av Jehovas vittnen.

Organisationen ger ut tidskrifterna Vakttornet, som år 2013 tycktes på fler än 210 språk och varje nummer i 45 miljoner exemplar och Vakna! på 99 språk samma år med en månatlig upplaga på 44 miljoner. Vad lär Bibeln? är bibelstudiehandbok (utgiven 2005) som har tryckts i 214 miljoner exemplar på fler än 240 språk. Det finns i dag[när?] publikationer på över 1007 språk.[källa behövs]
Det fanns år 2019 omkring 119 712 församlingar – fördelade i omkring 240 länder och territorier – som samlas i sina lokala rikets salar. Varje församling håller fem möten vid två tillfällen varje vecka dit allmänheten inbjuds.

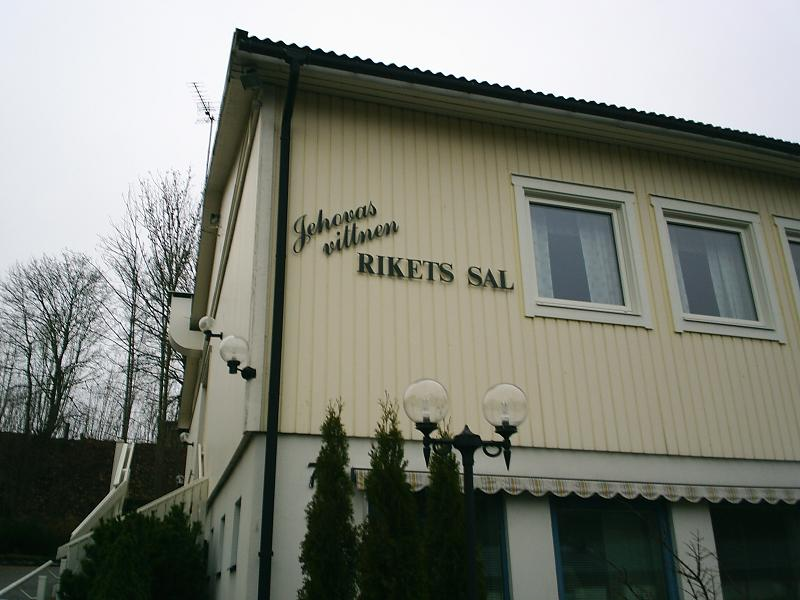
Jehovas vittnen kallar sina möteslokaler för Rikets sal.

Organisationen definierar sig som teokratisk och leds av den styrande kretsen med hänvisning till  Apostlagärningarna 15:2. Under den styrande kretsen finns ett antal avdelningskontor med en kommitté, som har ansvar för sitt område. De delar upp området i kretsar, som i sin tur består av ett antal församlingar. I varje församling finns det äldste och biträdande tjänare som undervisar, tar ledningen i missioneringsarbetet och ser till att församlingen hålls ren från synd som den enligt dem definieras i Bibeln. 
Man betraktar det som står i Bibeln som sant och använder sig av sin egen bibelöversättning, Nya världens bibelöversättning. Jehovas vittnen beskriver sina bibelstudier som forskning, men eftersom de individuella vittnena inte själva tolkar Bibeln i lärofrågor har de en homogen tro. Valet hur mycket var och en vill vara engagerad i samfundet lämnas till varje enskild medlem att avgöra. Men för att räknas som ett Jehovas vittne skall man ta del i att sprida kunskapen om bibeln.
Enligt organisationens tolkning säger Bibeln att man skall exkommunicera (utesluta) personer som ägnar sig åt okristet leverne, såsom alkoholmissbruk, otukt, spel eller brottslighet; detta grundas på vad som står i Första Korinthierbrevet 5:9–13. Uteslutning är dock relativt ovanligt och sker först efter att en kommitté av äldste har tillsatts som försöker uppmuntra och hjälpa medlemmen att upphöra med den av dem ansedda felaktiga handlingen så att han eller hon kan stanna kvar i församlingen. Denna process är som regel ganska utdragen och syftet är att personen skall vilja vara kvar i församlingen. Vill inte personen detta eller om personen inte kan ångra sina synder och på så sätt sluta upp med att göra det som anses vara fel så utesluts personen. Orsaken som anges för uteslutning är att skydda församlingen från inflytande och för att personen som har levt syndigt ska ändra sinne. Uteslutningen innebär att alla döpta vittnen undviker att umgås med den uteslutne personen. Detta gäller även familjemedlemmar. (Vakttornet 15/11-2014) Om personen lyckas upphöra med sitt felaktiga handlingssätt är han välkommen tillbaka. Under den tiden är det fortfarande ingen som umgås eller talar med den uteslutne då denne besöker Rikets Sal. (Observera dock att personen hela tiden är välkommen till möten som hålls av organisationen) Denne måste då ångra sina synder och lägga bort ett sådant handlingssätt innan ett återupptagande sker.
Innan en person kan bli medlem, studerar han eller hon Bibeln under en tid. När personen sedan känner sig redo och endast när han eller hon själv vill, får personen före dop vid ett antal tillfällen visa att han eller hon förstått de grundläggande bibliska lärorna, såsom de tolkas av organisationen, för de äldste och hela församlingen genom att delta i arbetet med att sprida kunskapen om bibeln till andra. På så vis är varje medlem införstådd med vad det innebär att vara ett Jehovas vittne innan de tar det steget. Jehovas vittnen tar, med hänvisning till Bibeln, avstånd från personer som varit med (genomgått dop) men senare lämnat organisationen. Uteslutna och avhoppade familjemedlemmar som lever i samma hushåll har de dock kontakt med, men samtalar inte med dem om andliga eller moraliska frågor.[källa behövs]

## Ekonomi
Finansiering av verksamheten sker främst med frivilliga bidrag. Utgifterna kommer från tillverkning av litteratur, lokalhyra (eller lån) från tryckerier, rikets salar och andra lokaler. Jehovas vittnen har inga avlönade personer i organisationen, allt arbete sker ideellt och på fritiden. De som predikar från dörr till dörr blir inte avlönade och de betalar själva sina resekostnader. Till ett fåtal i heltidstjänst betalas ett mindre bidrag ut.
Litteraturen, traktater, broschyrer och böcker som delas ut till allmänheten får inte överlämnas mot betalning. Bidrag till verksamheter mottas dock.
Varje lokal församling sköter sin egen ekonomi. Ekonomin redovisas varje månad på ett möte så att varje medlem vet hur det ligger till. Om ekonomin ligger på minus så kan varje medlem avgöra själv om den kan bidra med pengar till församlingen. Jehovas vittnen tar inte in någon kollekt under sina möten, i stället finns bidragsbössor monterade i lokalen dit församlingsmedlemmar kan gå för att lämna ett bidrag.
Jehovas vittnen är berättigad till svenskt statsbidrag via Myndigheten för stöd till trossamfund, enligt dom i Högsta förvaltningsdomstolen 2017 och regeringsbeslut 2019. Förutsättningen är att samfundet inte uppmanar sina medlemmar att inte godta att samhället ingriper till förmån för barn i vissa frågor, det vill säga åtminstone passivt accepterar att sjukvården griper in i livshotande situationer.

## Kontroverser och kritik mot Jehovas vittnen
Jehovas vittnen har fått kritik rörande bibelöversättningar, doktriner, hur de hanterar sexuella övergrepp på barn och utövar tvång mot sina medlemmar.

### Sexuella övergrepp på barn
I Australien har Jehovas vittnen dolt tusentals sexuella övergrepp mot barn enligt en statlig utredning. Den statliga utredaren Angus Stewart säger att "det verkar finnas en sedvänja hos Jehovas vittnen att hålla information om sexuella övergrepp på barn inom församlingen för sig själva" och beskriver samfundet som en sekt som systematiskt underlåter att rapportera sexuella övergrepp till myndigheterna.
Jehovas vittnen har fått hård kritik i Sverige och Finland för att bryta mot barns rättigheter. I Finland ska regeringen bland annat tagit upp frågan om Jehovas vittnen brutit mot finsk lagstiftning i frågan.
I april 2003 avslöjade det SVT:s samhällsgranskande program Uppdrag granskning (UG) att det inom Jehovas vittnen förekommer sexuella övergrepp mot barn. Det visade sig också att förövarna aldrig anmäldes och att de offer som anmälde straffades med exkommunicering (uteslutning) medan förövarna skyddades av Jehovas vittnens ledning. Programmet anmäldes av Jehovas vittnen och Granskningsnämnden för radio och TV kritiserade UG på en punkt: "de uppgifter som lämnades om de sexuella övergreppen mot syskonen gav intryck av att det hade rört sig om en vuxen man." Förövaren i det fallet var 8 år när övergreppen började och 18 år när övergreppen upphörde. Ett avhoppat Jehovas vittne, Roger Carlsson, uppgav för Aftonbladet att han genom gamla kontakter försökt ta reda på omfattningen av sexuella övergrepp mot barn inom organisationen och menar att han fått fram 40 offer och tio förövare.
Till SVT säger det uteslutna vittnet, William Bowen, att Jehovas vittnen har ett eget rättsväsende med dömande kommittéer. Bowen blev exkommunicerad efter att han hade polisanmält sexuella övergrepp på ett barn. Enligt Bowen tycker Jehovas vittnen att en vuxen som begår sexuella övergrepp på barn oskyldigt tills att barnet har två ögonvittnen för det inträffade. Kritiken avfärdas av samfundets ledare. Enligt samfundets egen tidskrift Vakttornet uppmanas deras äldste att "Om de äldste får höra en anklagelse om ett sexuellt övergrepp tar de omedelbart reda på vad de behöver göra för att följa lagen. De äldste påminner offret och föräldrarna och andra som känner till saken om att de har rätt att anmäla det till myndigheterna."

### Könsdiskriminering
Inom Jehovas vittnen har kritik kommit mot att kvinnor och barn har en underordnad roll, då det är mannen som är familjen och församlingens huvud. Kvinnor kan inte ha ledande positioner. Hård kritik har även kommit mot de dömande kommittéer, där äldre män sitter och utreder ens synder ur ett andligt perspektiv, inte juridiskt. Kommittéerna har i vissa fall fört protokoll över sina sessioner, utan offrets medgivande och sparar dessa i decennier, vilket kan uppfattas som brott mot personuppgiftslagen.

### Indoktrinering och konsekvenser
Enligt Timothy Campbell är det huvudsakliga problemet med organisationen att ”Uttalanden och skrivelser från deras ledare (den styrande kretsen) leder till att varje detalj i individens liv och tänkesätt blir styrt.”' Han vill inte kalla rörelsen för en manipulativ sekt (på engelska cult), eftersom han inte anser att de hjärntvättar människor, begränsar människors fysiska rörelsefrihet, hotar människor med fysiskt våld eller försvagar människor genom fysiska (materiella) försakelser. Han menar dock att rörelsen har utvecklat effektiva substitut för dessa tekniker: ”I stället för fysiska inskränkningar använder vittnena sociologiska och ideologiska inskränkningar. I stället för fysiska hot använder de mardrömslika historier om framtida förintelse.”

### En kristen organisation eller inte?
Samfundet gör anspråk på att ensam representera den sanna kristendomen.  I princip har inga andra kristna samfund erkänt Jehovas vittnen som ett kristet samfund, eftersom samfundet är antitrinitarister (inte tror på treenighetsläran) och har avvikande syn på Jesu gudom – Jehovas vittnen tror att Jesus Kristus var fullkomlig när han levde på jorden och att han är skapad av Jehova och att hans enighet med Jehova avser målsättningar och ideal, men inte att de skulle vara en och samma individ. Det gudomliga Ordet som inkarnerades i Jesus från Nasaret är enligt Jehovas vittnen det främsta av allt skapat, och inte som många andra kristna tror, Gud själv såsom Sonen. Jehovas vittnen anser sig ha stöd för sin uppfattning att Jesus inte är Gud i en mängd bibelställen, bland andra Kolosserbrevet 1:15, som säger om Jesus att ”Han är den osynlige gudens avbild, den förstfödde i hela skapelsen” (Bibel 2000), vilket de menar indikerar att Jesus till skillnad från Jehova, inte alltid har funnits. De erkänner alltså inte Treenigheten. De stora kristna kyrkorna, som accepterar den Nicenska trosbekännelsen, tror att Jesus är ”Guds enfödde Son, född av Fadern före all tid, Gud av Gud, ljus av ljus, sann Gud av sann Gud, född och icke skapad, av samma väsen som Fadern, på honom genom vilken allting är skapat.”

### 144 000 får vara delaktiga i regeringen i himlen
Organisationen tolkar Bibelns profetia om att 144 000 israeler, 12 000 ur var och en av de tolv stammarna, skall komma till himmelen (Uppenbarelseboken kap 7 och kap 14) symboliskt som att det egentligen avser 144 000 särskilt utvalda Guds tjänare som får evigt liv i himmelen, och får i uppgift att styra över paradiset på Jorden. Övriga Jehovas vittnen är de som kommer utgöra befolkningen i Paradiset här på jorden. Jehovas vittnen tror till skillnad från de mest traditionella riktningarna inom kristenheten inte på ett grymt straff i form av ett helvete i form av en evig och medveten pina i ett eldhav efter döden, utan de läser bibeltexterna symboliskt, och ser det grundtexten kallar gehenna/hades som en grav som är tömd, och tror i stället att uppsåtliga syndare blir förintade.

### Förnekande av evolutionen
I likhet med vissa andra religiösa organisationer avvisar Jehovas vittnen att dagens livsformer är resultatet av en evolutionär process. I boken Liv – ett resultat av evolution eller skapelse? från 1985 hävdar de att det skulle råda stor oenighet bland forskare huruvida evolutionsteorin är riktig. Man pekar också på vad man menar är det osannolika i hela den evolutionära processen, och avslutar med att påstå att det enda rimliga är att Jehova har skapat de djurarter som finns i dag. Jehovas vittnen hävdar att man enligt det som står i Romarbrevet 1:20 i naturen kan se bevis för att Gud skapat det som bekläder jorden, alltså växter och djur. De påstår att man enbart behöver forska djupt i allt skapat för att se det fantastiska i allt. Detta har, i likhet med intelligent design, starkt kritiserats. Jehovas vittnen förnekar dock inte så kallad mikroevolution, det vill säga förändringar under artnivå, vilket är en vanlig uppfattning.
Jehovas vittnen tror att Adam enligt släkttavlorna skapades för drygt 6000 år sedan, men ställer sig i övrigt inte bakom den allra striktaste kreationistiska tolkningen av skapelseberättelsen i Första Moseboken (så kallad young earth creationism, det vill säga att varje skapelsedag högst motsvarar 1000 år och att livet således skulle kunna ha uppstått högst 4000 år före Adam), och hänvisar till Old Testament Word Studies av W. Wilson, som visar att ordet för ”dag” i den hebreiska grundtexten också kan översättas med ”en lång tid” eller den ”tid då någon ovanlig händelse inträffar”. Sexdagarsskapelsen kan därför tolkas som sex skapelseperioder av okänd tidslängd och vissa skapelsehändelser kan ha skett gradvis, och kan ha pågått över flera skapelseperioder.

### Ouppfyllda förutsägelser
Många av Vakttornets förutsägelser har kritiserats hårt av före detta vittnen och av etablerade kristna.
Förutsägelser såsom de följande har förekommit i diverse Vakttorns-publikationer:
- 1907: Harmagedon kommer att kulminera år 1914.[146]
- 1917: 1918 skulle Gud börja förkasta falska kyrkor ”i stor skala” och dess medlemmar i miljontal.[147]
- 1922–1923: De dödas återuppståndelse skulle inträffa 1925.[148] Som förberedelse för det förutsagda datumet 1925, införskaffade Vakttornssällskapet en egendom i Kalifornien och byggde ett gods på det, kallat Beth Sarim. Huset skulle härbärgera sådana personer som Abraham, Moses, David och Samuel, vilka förmodades skulle återuppstå från de döda år 1925. I väntan på detta använde Joseph Franklin Rutherford huset under vintrarna. Han dog 1942 och Beth Sarim såldes några år senare.
- 1938: 1938, var Harmagedon alltför nära i tiden för att man skulle gifta sig eller skaffa barn.[149]
- 1941: Detta år var det bara ”månader” kvar till Harmagedon.[150]
- 1942: Harmagedon var ”omedelbart förestående”.[151]
- 1969: Mänsklig existens skulle inte komma att fortgå länge nog för att dåtidens unga skulle hinna bli äldre; världssystemet skulle upphöra ”inom några år”. Unga vittnen uppmanades att inte bry sig om högre utbildning av detta skäl.[152]
- 1969: Kristi tusenårsrike skulle börja år 1975 eftersom då skulle det sjunde årtusendet sedan människans skapelse börja.[153] Vissa påstår att det fanns omfattande liknande spekulationer i Vakttornets publikationer under decenniet före 1975.[154]
- 1984: Det fanns ”många indikationer” på att ”slutet” var närmre än slutet på 1900-talet.[155]

Dessa ouppfyllda förutsägelser har jämförts med profeterande, och enligt både gamla och nya testamentena är profeterande som inte slår in att se som ogiltigt eller ”falskt” profeterande. Vakttornets Sällskap replikerar å sin sida att det som skrivs i litteraturen många gånger misstolkats eller att det som skrivs inte ska betraktas som profetior.[källa behövs] Jehovas vittnen skriver år 2025 med hänvisning till en artikel från 1972 att "Inspirerat profeterande i våra dagar skulle vara överflödigt. Eftersom de profetior som finns nedtecknade i bibeln är fullt tillräckliga som vägledning för församlingen i våra dagar, behöver ingenting tillfogas".